# Francis N'Ganga
Pour l’article homonyme, voir Francis Nganga.
Francis N'Ganga, né le 16 juin 1985 à Poitiers, est un footballeur international congolais qui évolue au poste de défenseur.

## Biographie

### En club
Francis N'Ganga commence sa carrière au Blois US et à l'âge de 15 ans lorsqu'il arrive à Grenoble, c'est Max Marty alors dirigeants du club qui le fait venir dans l'Isère. Il est véritablement titulaire au sein de l'équipe grenobloise lors de la saison 2005-06 en Ligue 2, il y dispute 32 matchs.
Les deux prochaines saisons en Ligue 2 sont équivalentes et Francis devient un pion indispensable au sein de la défense grenobloise. Mais lors de la montée de Grenoble en Ligue 1, Francis N'Ganga est soumis à une forte concurrence au poste de latéral gauche par Martial Robin, il joue très peu durant la saison mais est titulaire lors des derniers matchs de la saison, il participe à 9 matchs en Ligue 1. Son premier match en Ligue 1 fut lors de la 14e journée contre Toulouse (0-2) en rentrant à la 79e minute à la place de Romao.
En fin de contrat en juin 2009, Max Marty actuel manager général du Tours FC le contact et fait le forcing pour qu'il signe pour les ciels et noirs malgré des contacts avec Le Mans. Le 1er août 2009 au Stade de la Vallée du Cher il fait ses débuts sous ses nouvelles couleurs en tant titulaire contre Le Havre (2-1) pour le compte du premier tour de la Coupe de la Ligue.
Après trois saisons avec le Tours FC, il est laissé libre par le club après 81 matchs .
Il signe en 2012 au Sporting de Charleroi, Club de division 1 belge, et s'impose très vite en titulaire indiscutable.  Après une très bonne 1re saison au sein du club belge, la seconde est moins bonne, en raison d'une grave blessure qui lui fera manquer 3/4 de la saison 2013-2014.  Il devient capitaine du club carolo pour la saison 2014-2015.
La situation change au début de la saison 2017-2018.  Francis N'Ganga manifeste des envies de départ et le club a engagé le jeune Núrio Fortuna au poste de latéral gauche.  Cependant, après quelques matchs convaincants, les prestations de Nurio deviennent moindres et le jeune portugais oublie notamment son travail défensif, ce qui permet à Francis de revenir au premier plan au point même de redevenir le titulaire indiscutable au poste de back gauche.  
Malgré une bonne saison 2017-2018, Francis N'Ganga n'est pas convié au stage de préparation pour la saison 2018-2019 et est prié de se chercher un nouveau club.  
Versé dans l'équipe réserve du club carolo depuis le début de la saison, ne jouant aucun matche, il trouve un accord avec le club chypriote de Ermís Aradíppou.
Le 13 juillet 2019, il signe pour une saison (+ une saison supplémentaire en option) au KSC Lokeren, fraîchement relégué en division 1B.
Le 20 avril 2020, Francis N'ganga se retrouve sans club à la suite de la faillite du club lokerennois.

### En sélection
Malgré une naissance en France, il décide de représenter son pays d'origine, le Congo. Il effectue sa première sélection le 7 septembre 2008 contre le Mali (1-0) pour le cadre du Tour préliminaire de la coupe du monde de football 2010 : Zone Afrique.
Il qualifie son pays la République du Congo en 2014 pour sa 7e Coupe d'Afrique des Nations en marquant un but d'un coup franc de plus de 35 mètres contre le Soudan. La  dernière Coupe d'Afrique du Congo était au Nigéria en 2000. La République du Congo n'avait plus participé à une phase finale de la CAN depuis 14 ans.

## But international
|   | Date             | Lieu                                                     | Adversaire           | Score | Résultat | Compétition                        |
| - | ---------------- | -------------------------------------------------------- | -------------------- | ----- | -------- | ---------------------------------- |
| 1 | 11 novembre 2011 | Stade de Pointe-Noire, Pointe-Noire, République du Congo | Sao Tomé-et-Principe | 1 - 1 | 1 - 1    | Qualifications coupe du monde 2014 |

## Carrière
| Saison      | Club                  | Pays    | Championnat       | Coupes nationales | Coupes d’Europe | Sélection Congo  |
| ----------- | --------------------- | ------- | ----------------- | ----------------- | --------------- | ---------------- |
| 2004 - 2005 | Grenoble Foot 38      | Ligue 2 | 2 matchs          | -                 | -               | -                |
| 2005 - 2006 | Grenoble Foot 38      | Ligue 2 | 32 matchs / 1 but | 3 matchs          | -               | -                |
| 2006 - 2007 | Grenoble Foot 38      | Ligue 2 | 33 matchs         | 2 matchs          | -               | -                |
| 2007 - 2008 | Grenoble Foot 38      | Ligue 2 | 30 matchs / 1 but | 3 matchs          | -               | -                |
| 2008 - 2009 | Grenoble Foot 38      | Ligue 1 | 9 matchs          | 4 matchs          | -               | 3 matchs         |
| 2009 - 2010 | Tours FC              | Ligue 2 | 30 matchs         | 3 matchs          | -               | 2 matchs         |
| 2010 - 2011 | Tours FC              | Ligue 2 | 24 matchs         | 1 match           | -               | 5 matchs         |
| 2011 - 2012 | Tours FC              | Ligue 2 | 22 matchs         | 1 match           | -               | 6 matchs / 1 but |
| 2012 - 2013 | Sporting de Charleroi | D1      | 31 matchs         | 2 matchs          | -               | -                |
| 2013 - 2014 | Sporting de Charleroi | D1      | 11 matchs         | 1 match           | -               | -                |
| 2014 - 2015 | Sporting de charleroi | D1      | 19 matchs         | 1 match           | -               | 8 matchs / 1 but |

Dernière mise à jour le 14 avril 2015